# Halichoeres brownfieldi
Halichoeres brownfieldi là một loài cá biển thuộc chi Halichoeres trong họ Cá bàng chài. Loài này được mô tả lần đầu tiên vào năm 1945.

## Từ nguyên
Từ định danh brownfieldi được đặt theo tên của Edward John Brownfield, quyền Chánh Thanh tra Nghề cá ở thủ phủ Perth, Tây Úc.

## Phạm vi phân bố và môi trường sống
H. brownfieldi là một loài đặc hữu của Úc và được tìm thấy ở vùng bờ biển phía tây nam bang Tây Úc. Từ khu vực bán đảo Tây Bắc, H. brownfieldi được ghi nhận trải dài về phía nam đến vịnh Israelite. H. brownfieldi thường được tìm thấy trong các thảm tảo và cỏ biển, cũng có thể gần các rạn san hô ở độ sâu đến ít nhất là 30 m.

## Mô tả
H. brownfieldi có chiều dài cơ thể lớn nhất được ghi nhận là 15 cm. Cá trưởng thành có màu xanh lục hoặc nâu (tùy thuộc vào môi trường sống của chúng) với một dải màu trắng từ dưới mắt dọc theo thân dưới đến cuống đuôi. Lưng có một sọc trắng đứt đoạn với hai hàng chấm đen ở nửa thân trên. Một đốm đen ở phía sau vây lưng và trên cuống đuôi (thường không thấy rõ); cá con có thêm một đốm ngay giữa vây lưng.
Số gai ở vây lưng: 9; Số tia vây ở vây lưng: 14; Số gai ở vây hậu môn: 3; Số tia vây ở vây hậu môn: 14; Số gai ở vây bụng: 1; Số tia vây ở vây bụng: 5; Số vảy đường bên: 27.

## Sinh thái học
Thức ăn của H. brownfieldi có thể là các loài thủy sinh không xương sống như đồng loại trong chi Halichoeres.